# 塚脇伸作
塚脇伸作（日语：／ Tsukawaki Shinsaku，1931年1月3日—1993年9月15日），生于福冈县大牟田市，日本前男子竞技体操运动员。他曾获得1956年夏季奥运会体操比赛男子团体全能银牌。他在该届奥运会也参加了其他个人小项，最好名次是男子吊环的第七名。